# 道の駅もりおか渋民
道の駅もりおか渋民（みちのえき もりおかしぶたみ）は、岩手県盛岡市にある国道4号の道の駅である。

## 概要
岩手県で38番目の道の駅となる。愛称は「たみっと」。
地元産の木材を利用した木造の6棟から成り、石川啄木の短歌をコンセプトにした配色とする。隣接の石川啄木記念館は玉山歴史民俗資料館と複合化して改築され2025年（令和7年）4月13日に再開し道の駅とは遊歩道でアクセスできる。

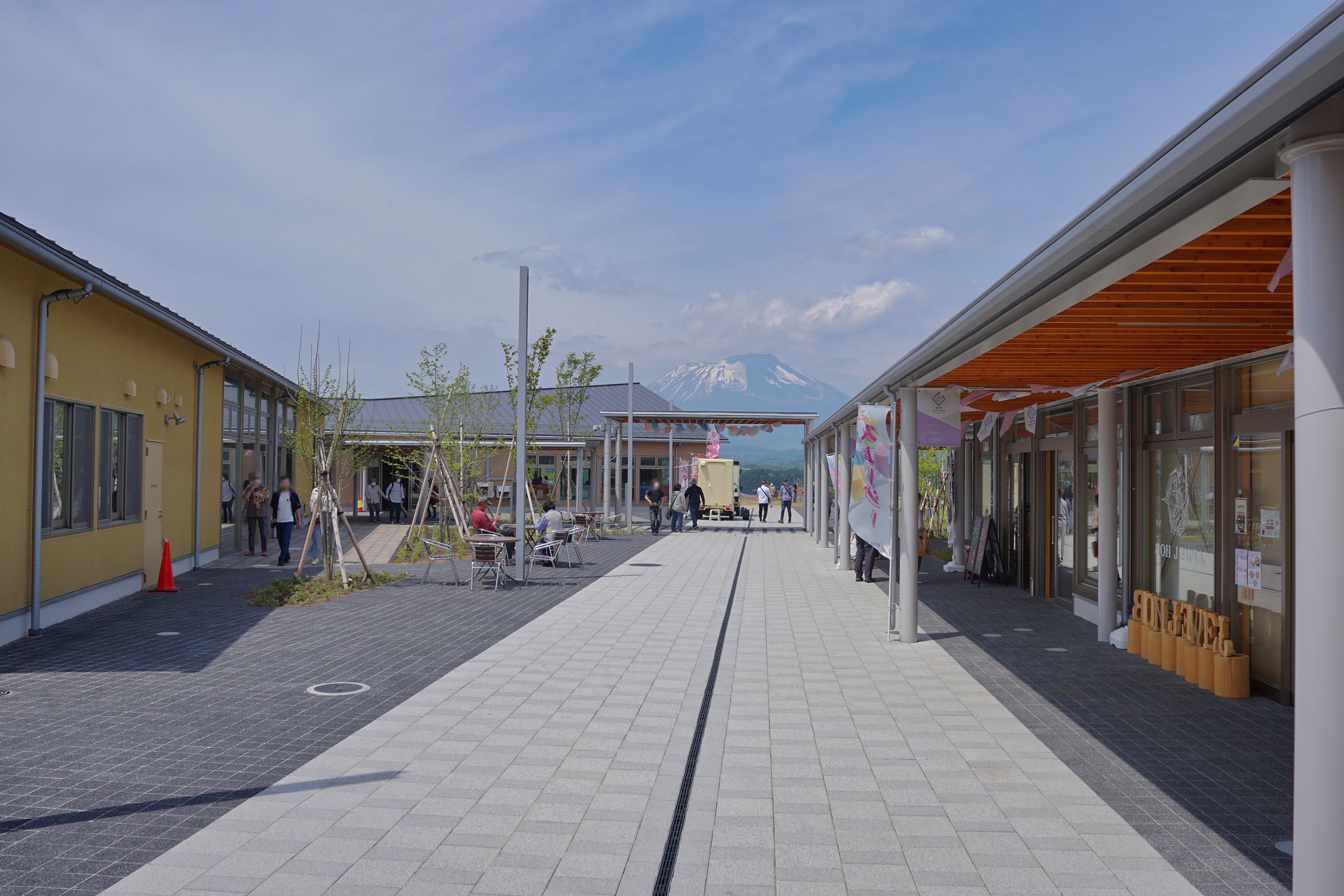
岩手山を眺望するように通路があり、その両側に施設が配置されている。
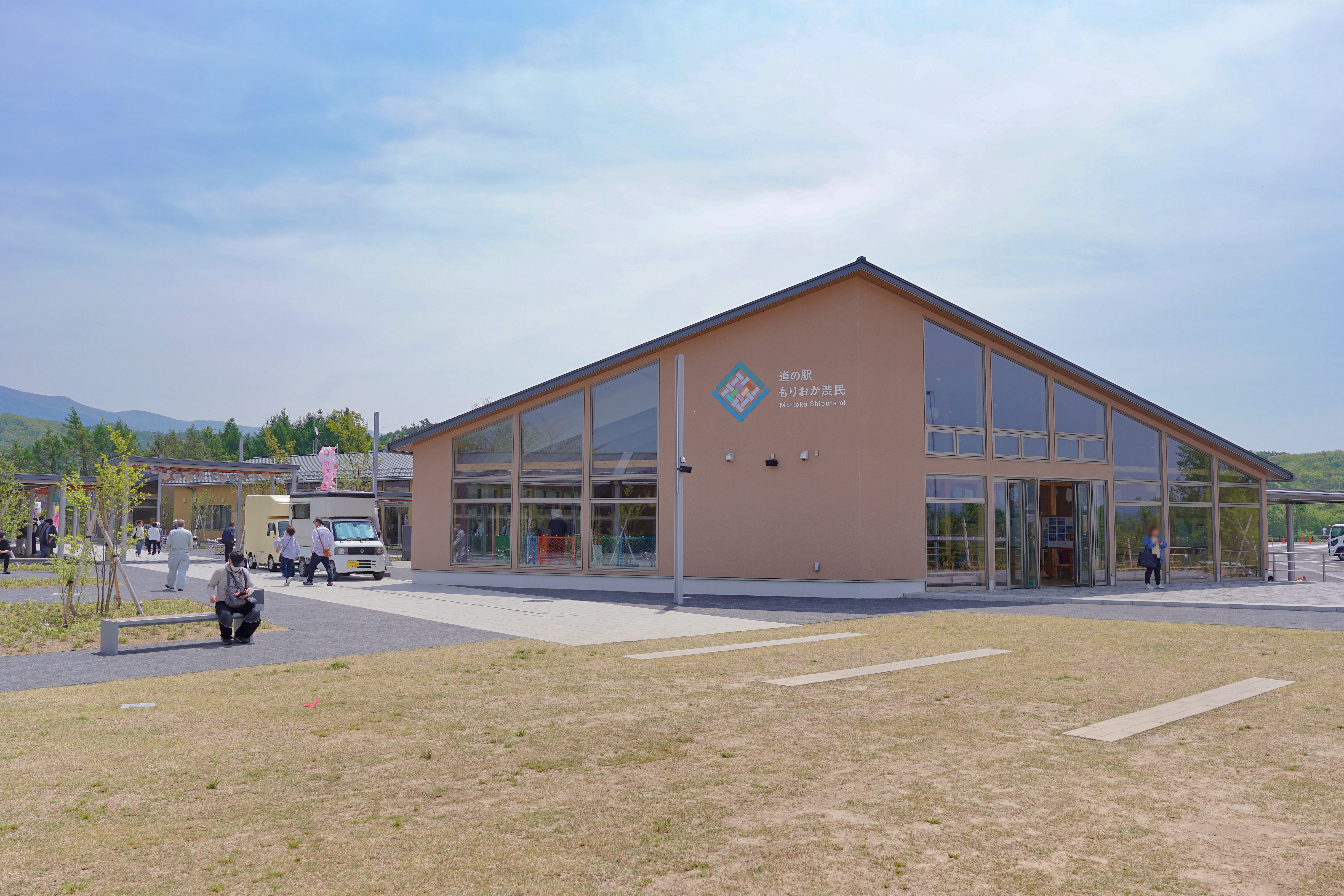
トイレ・休憩施設
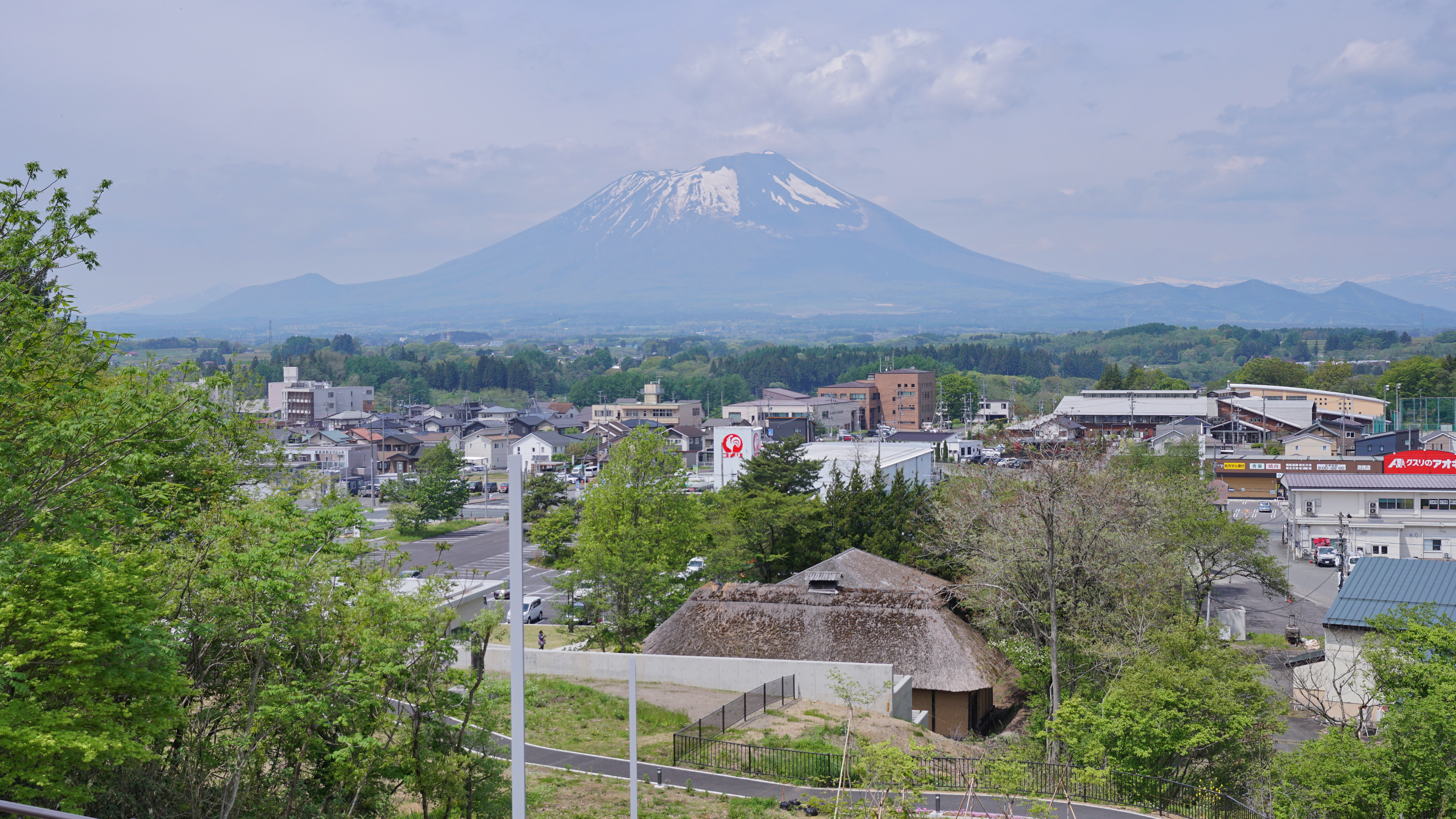
斜面の下に石川啄木記念館がある。

## 歴史
- 2025年（令和7年）
  - 1月31日 - 国土交通省より道の駅第62回登録において、「道の駅もりおか渋民」として登録[1]。
  - 4月26日 - 開駅[2][3]。

## 施設
- 駐車場 108台
- トイレ 34器
- 情報提供・休憩施設
- 観光案内所
- ベビーコーナー
- 非常用電源
- 備蓄倉庫
- 公衆無線LAN
- 物販施設
- 飲食施設
- キッズスペース
- 多目的室（フューチャーセンター）
- 展望台
- イベント広場
- EV充電施設
- テナントスペース

## アクセス
- 国道4号（渋民バイパス） - 登録路線

## 周辺
- 石川啄木記念館
- イオン盛岡渋民ショッピングセンター（イオンスーパーセンター盛岡渋民店）
- IGRいわて銀河鉄道
  - 好摩駅・渋民駅（両駅の中間に位置するが道の駅がバイパス沿いにあり駅からは離れている）